# Greg News
Greg News com Gregório Duvivier foi um programa estilo late-night talk show satírico que vai ao ar na HBO Brasil. Inspirado no americano Last Week Tonight with John Oliver e produzido pelo coletivo Porta dos Fundos, do qual faz parte o apresentador Gregório Duvivier, estreou em maio de 2017. A primeira temporada teve 20 episódios de meia hora, se encerrando em setembro. Pouco antes do encerramento, foi confirmado que o programa seria renovado por mais duas temporadas. Um vigésimo primeiro episódio foi lançado no YouTube em dezembro. A segunda temporada estreou em março de 2018.  Apesar de ter a liberdade artística habitual da HBO, o programa é rigorosamente vigiado pelo departamento jurídico da emissora visando evitar processos.
Devido à Pandemia de COVID-19, a quarta temporada precisou ter episódios gravados na casa de Duvivier, e frequentemente discutiu os efeitos da pandemia no Brasil. A quinta temporada se mudou para um pequeno estúdio com equipe reduzida. A sexta teve uma pausa durante as eleições gerais no Brasil em 2022 por causa das restrições legais durante o período. Em 2024, foi anunciado o cancelamento do programa.

## Encerramento
No dia 11 de março de 2024, Gregório Duvivier utilizou suas redes sociais para anunciar oficialmente o encerramento de seu programa. Em sua declaração, Duvivier explicou que uma das principais razões para a descontinuação do programa foi a sua incompatibilidade com as cotas de produção nacional exigidas pela legislação. Ele destacou que isso se deu em parte porque o Porta dos Fundos e suas produções afiliadas foram reclassificados como produções estrangeiras, após a Viacom adquirir a participação majoritária na produtora de vídeos.

## Episódios
| #                  | Episódio                                                        | Exibição               |
| Primeira temporada | Primeira temporada                                              | Primeira temporada     |
| ------------------ | --------------------------------------------------------------- | ---------------------- |
| 1                  | Odebrecht, educação no Brasil e Escola Sem Partido              | 5 de maio de 2017      |
| 2                  | 1 ano do governo Michel Temer, Poder Judiciário do Brasil       | 12 de maio de 2017     |
| 3                  | Delações da JBS na Operação Lava Jato, Venezuela                | 19 de maio de 2017     |
| 4                  | Delações da JBS na Operação Lava Jato, homicídio no Brasil      | 26 de maio de 2017     |
| 5                  | Constituição de 1988, eleições no Brasil                        | 2 de junho de 2017     |
| 6                  | Povos indígenas do Brasil e CPI da Funai, impostos do Brasil    | 9 de junho de 2017     |
| 7                  | Microempresários e empresas do Brasil                           | 16 de junho de 2017    |
| 8                  | 29 anos do PSDB, política energética do Brasil                  | 23 de junho de 2017    |
| 9                  | Pecuária e desmatamento no Brasil                               | 30 de junho de 2017    |
| 10                 | Renan Calheiros                                                 | 7 de julho de 2017     |
| 11                 | Notícias falsas                                                 | 14 de julho de 2017    |
| 12                 | Rodrigo Maia                                                    | 21 de julho de 2017    |
| 13                 | Fidget spinner, Marcelo Crivella e a Universal                  | 28 de julho de 2017    |
| 14                 | Aborto no Brasil                                                | 4 de agosto de 2017    |
| 15                 | Ciência e tecnologia do Brasil                                  | 11 de agosto de 2017   |
| 16                 | Angola, Agrotóxicos                                             | 18 de agosto de 2017   |
| 17                 | Gilmar Mendes, Ensino superior no Brasil e a Kroton Educacional | 25 de agosto de 2017   |
| 18                 | Partidos políticos do Brasil                                    | 1 de setembro de 2017  |
| 19                 | Desmatamento da Floresta Amazônica                              | 8 de setembro de 2017  |
| 20                 | Operação Lava Jato                                              | 15 de setembro de 2017 |
| 21 (YouTube)       | Redes sociais e Jair Bolsonaro                                  | Dezembro de 2017       |
| Segunda temporada  |                                                                 |                        |
| 1                  | Direitos humanos no Brasil e Marielle Franco                    | 23 de março de 2018    |
| 2                  | Publicidade infantil                                            | 30 de março de 2018    |
| 3                  | Plano de Saúde                                                  | 6 de abril de 2018     |
| 4                  | Regime Militar                                                  | 13 de abril de 2018    |
| 5                  | Refugiados                                                      | 20 de abril de 2018    |
| 6                  | Prisões                                                         | 27 de abril de 2018    |
| 7                  | Alimentos Ultraprocessados                                      | 4 de maio de 2018      |
| 8                  | Falta de moradia no Brasil                                      | 11 de maio de 2018     |
| 9                  | Campanha eleitoral                                              | 18 de maio de 2018     |
| 10                 | Plástico                                                        | 25 de maio de 2018     |
| 11                 | Greve dos Caminhoneiros                                         | 1 de junho de 2018     |
| 12                 | Copa do Mundo FIFA                                              | 8 de junho de 2018     |
| 13                 | Liberalismo                                                     | 15 de junho de 2018    |
| 14                 | Telefone celular                                                | 22 de junho de 2018    |
| 15                 | Lula                                                            | 29 de junho de 2018    |
| 16                 | Bolsonaro                                                       | 6 de julho de 2018     |
| 17                 | Guerra às drogas                                                | 13 de julho de 2018    |
| 18                 | Centrão                                                         | 20 de julho de 2018    |
| 19                 | Cocô e saneamento básico                                        | 27 de julho de 2018    |
| 20                 | Fim do mundo e devastação ambiental                             | 3 de agosto de 2018    |
| 21                 | Especial de fim de ano                                          | 23 de novembro de 2018 |
| Terceira temporada |                                                                 |                        |
| 1                  | Milícias e Caso Queiroz                                         | 29 de março de 2019    |
| 2                  | Pós Verdade                                                     | 3 de abril de 2019     |
| 3                  | Educação                                                        | 12 de abril de 2019    |
| 4                  | Supremo Tribunal Federal                                        | 19 de abril de 2019    |
| 5                  | Mineração                                                       | 26 de abril de 2019    |
| 6                  | Justiça Militar                                                 | 3 de maio de 2019      |
| 7                  | Ideologia de Gênero                                             | 10 de maio de 2019     |
| 8                  | Cortes na Educação                                              | 17 de maio de 2019     |
| 9                  | Coach                                                           | 24 de maio de 2019     |
| 10                 | Comunidades terapêuticas                                        | 31 de maio de 2019     |
| 11                 | Foda-se o Nióbio                                                | 7 de junho de 2019     |
| 12                 | Indústria da multa                                              | 14 de junho de 2019    |
| 13                 | Sergio Moro                                                     | 21 de junho de 2019    |
| 14                 | Jornalismo                                                      | 28 de junho de 2019    |
| 15                 | Férias                                                          | 3 de agosto de 2019    |
| 16                 | Censura                                                         | 10 de agosto de 2019   |
| 17                 | Nunca mais eu vou dormir                                        | 16 de agosto de 2019   |
| 18                 | MST                                                             | 23 de agosto de 2019   |
| 19                 | Wilson Witzel                                                   | 30 de agosto de 2019   |
| 20                 | Patriotismo                                                     | 6 de setembro de 2019  |
| 21                 | Aparelhamento                                                   | 13 de setembro de 2019 |
| 22                 | Trollagem                                                       | 20 de setembro de 2019 |
| 23                 | Previdência                                                     | 27 de setembro de 2019 |
| 24                 | Crise climática                                                 | 4 de outubro de 2019   |
| 25                 | K-pop                                                           | 11 de outubro de 2019  |
| 26                 | Privacidade                                                     | 18 de outubro de 2019  |
| 27                 | Guerra Santa                                                    | 25 de outubro de 2019  |
| 28                 | Corte de bolsas                                                 | 1 de novembro de 2019  |
| 29                 | Óleo                                                            | 8 de novembro de 2019  |
| 30                 | Tirem suas próprias conclusões                                  | 15 de novembro de 2019 |
| Quarta temporada   |                                                                 |                        |
| 1                  | Estoque                                                         | 27 de março de 2020    |
| 2                  | Velhofobia                                                      | 3 de abril de 2020     |
| 3                  | Profissionais de Saúde                                          | 10 de abril de 2020    |
| 4                  | Delivery                                                        | 17 de abril de 2020    |
| 5                  | Calma, Gente                                                    | 24 de abril de 2020    |
| 6                  | Subnotificação                                                  | 1 de maio de 2020      |
| 7                  | ENEM                                                            | 8 de maio de 2020      |
| 8                  | Leveza                                                          | 15 de maio de 2020     |
| 9                  | Rebanho                                                         | 22 de maio de 2020     |
| 10                 | Desvio na saúde                                                 | 29 de maio de 2020     |
| 11                 | Empregadas domésticas                                           | 5 de junho de 2020     |
| 12                 | Polícia                                                         | 12 de junho de 2020    |
| 13                 | Renda Básica                                                    | 19 de junho de 2020    |
| 14                 | Indígenas                                                       | 26 de junho de 2020    |
| 15                 | Bandido de estimação                                            | 2 de julho de 2020     |
| 16                 | Cuidado                                                         | 9 de julho de 2020     |
| 17                 | Ideologia de general                                            | 31 de julho de 2020    |
| 18                 | Herança                                                         | 07 de agosto de 2020   |
| 19                 | Q-Anon                                                          | 14 de agosto de 2020   |
| 20                 | Day Trade                                                       | 21 de agosto de 2020   |
| 21                 | Damares                                                         | 28 de agosto de 2020   |
| 22                 | Gorjetismo                                                      | 4 de setembro de 2020  |
| 23                 | Fiador                                                          | 11 de setembro de 2020 |
| 24                 | Pátria Armada                                                   | 18 de setembro de 2020 |
| 25                 | Porco da China                                                  | 25 de setembro de 2020 |
| 26                 | SECOM                                                           | 2 de outubro de 2020   |
| 27                 | Eleições Municipais                                             | 9 de outubro de 2020   |
| 28                 | Centésimo                                                       | 16 de outubro de 2020  |
| 29                 | Maconha                                                         | 23 de outubro de 2020  |
| 30                 | Eleições Americanas                                             | 30 de outubro de 2020  |
| 31                 | Despejo                                                         | 6 de novembro de 2020  |
| 32                 | Siga a Grana                                                    | 13 de novembro de 2020 |
| 33                 | Boa Noite, Família                                              | 20 de novembro de 2020 |
| Quinta temporada   |                                                                 |                        |
| 1                  | Covardia                                                        | 9 de abril de 2021     |
| 2                  | Carteirada                                                      | 16 de abril de 2021    |
| 3                  | Comida                                                          | 23 de abril de 2021    |
| 4                  | Milícias Amazônicas                                             | 30 de abril de 2021    |
| 5                  | Abertura das escolas                                            | 7 de maio de 2021      |
| 6                  | Guerra Proxy                                                    | 14 de maio de 2021     |
| 7                  | Cercadinho                                                      | 21 de maio de 2021     |
| 8                  | Brasil Paralelo                                                 | 28 de maio de 2021     |
| 9                  | Salles' Angels (Aline Sleutjes, Bia Kicis e Carla Zambelli)     | 4 de junho de 2021     |
| 10                 | Ricardo Salles                                                  | 11 de junho de 2021    |
| 12                 | Dinheiro Tem                                                    | 18 de junho de 2021    |
| 13                 | Pare de Sofrer                                                  | 25 de junho de 2021    |
| 14                 | Teocracia                                                       | 2 de julho de 2021     |
| 15                 | Arthur Lira                                                     | 9 de julho de 2021     |
| 16                 | Sentiu                                                          | 16 de julho de 2021    |
| 17                 | Golpe militar                                                   | 23 de julho de 2021    |
| 18                 | Voto impresso                                                   | 30 de julho de 2021    |
| 19                 | Eletrobrás                                                      | 6 de agosto de 2021    |
| 20                 | Desespero climático                                             | 13 de julho de 2021    |
| 21                 | Vagabundo                                                       | 20 de agosto de 2021   |
| 22                 | Independansse Dey                                               | 27 de agosto de 2021   |
| 23                 | Roberto Jefferson                                               | 17 de setembro de 2021 |
| 24                 | Jovem Pan                                                       | 24 de setembro de 2021 |
| 25                 | Funcionário público                                             | 1 de outubro de 2021   |
| 26                 | CACs                                                            | 8 de outubro de 2021   |
| 27                 | Prevent Senior                                                  | 15 de outubro de 2021  |
| 28                 | Positividade tóxica                                             | 22 de outubro de 2021  |
| 29                 | Memória                                                         | 29 de outubro de 2021  |
| 30                 | Terceira Via                                                    | 5 de novembro de 2021  |
| 31                 | Sonho                                                           | 12 de novembro de 2021 |
| Sexta temporada    |                                                                 |                        |
| 1                  | Adolescência                                                    | 18 de março de 2022    |
| 2                  | Em defesa do Agro                                               | 25 de março de 2022    |
| 3                  | A bomba Brasileira                                              | 1 de abril de 2022     |
| 4                  | Decência                                                        | 8 de abril de 2022     |
| 5                  | Geraldo Alckmin                                                 | 15 de abril de 2022    |
| 6                  | Petrobras                                                       | 22 de abril de 2022    |
| 7                  | Publicidade                                                     | 29 de abril de 2022    |
| 8                  | Elon Musk                                                       | 6 de maio de 2022      |
| 9                  | Medo                                                            | 3 de junho de 2022     |
| 10                 | Terra                                                           | 10 de junho de 2022    |
| 11                 | Persuasão                                                       | 17 de junho de 2022    |
| 12                 | Filhos                                                          | 24 de junho de 2022    |
| 13                 | Chora Mais                                                      | 4 de novembro de 2022  |
| 14                 | Queima de Estoque                                               | 11 de novembro de 2022 |
| 15                 | Desnazificação                                                  | 18 de novembro de 2022 |
| 16                 | Carta ao Lula                                                   | 25 de novembro de 2022 |
| Sétima temporada   |                                                                 |                        |
| 1                  | Lula e o STF                                                    | 28 de abril de 2023    |
| 2                  | AMAN                                                            | 5 de maio de 2023      |
| 3                  | Sistema                                                         | 12 de maio de 2023     |
| 4                  | Novo Ensino Médio                                               | 19 de maio de 2023     |
| 5                  | PL das Fake News                                                | 26 de maio de 2023     |
| 6                  | Pragmatismo                                                     | 2 de junho de 2023     |
| 7                  | BR-319                                                          | 9 de junho de 2023     |
| 8                  | Passe livre                                                     | 16 de junho de 2023    |
| 9                  | Maceió afunda                                                   | 23 de junho de 2023    |
| 10                 | BET                                                             | 30 de junho de 2023    |
| 11                 | Semipresidencialismo                                            | 11 de agosto de 2023   |
| 12                 | Fracking                                                        | 18 de agosto de 2023   |
| 13                 | Marco Temporal                                                  | 25 de agosto de 2023   |
| 14                 | Eu Avisei                                                       | 1 de setembro de 2023  |
| 15                 | Psicanálise                                                     | 8 de setembro de 2023  |
| 16                 | Conselho Tutelar                                                | 15 de setembro de 2023 |
| 17                 | Javier Milei                                                    | 22 de setembro de 2023 |
| 18                 | Luxo                                                            | 29 de setembro de 2023 |